# Kradibia wakefieldi
Kradibia wakefieldi är en stekelart som beskrevs av Wiebes 1993. Kradibia wakefieldi ingår i släktet Kradibia och familjen fikonsteklar. Inga underarter finns listade i Catalogue of Life.